# Мара Цибулка
Мара Маринова Цибулка е българска оперна певица (сопран) и вокален педагог, професор в Софийската консерватория. Омъжена е за чешкия виолончелист Иван Цибулка, първи директор на Софийската опера, майка на композитора Кирил Цибулка.

## Биография
Мара Цибулка е родена в София през 1891 година. През 1915 година завършва Музикалното училище в класа на Eфимия Илкова. Започва концертната си дейност още в ученическите си години с изпълнения на песни и арии от Добри Христов и Димитър Хаджигеоргиев.
През 1921 година завършва майсторски клас по пеене в Мюнхенската музикална академия, където учи и сценично майсторство при проф. Анна Баар-Милденбург. По време на обучението си в Германия Мара Цибулка задълбочено работи върху песенното творчество на композитори като Франц Шуберт, Хюго Волф, Рихард Щраус, Ханс Пфитцнер и усвоява стила на немските романтици. Още с връщането си в България през същата година Цибулка се отдава на активна изпълнителска и педагогическа дейност. Назначена е в Държавната музикална академия, където работи до пенсионирането си през 1958 година, първо като преподавател, а впоследствие като извънреден професор през 1925 година и като редовен професор през 1939 година.
Скоро след завръщането си се омъжва за видния виолончелист Иван Цибулка и заедно с него участва в концертите на съоснования от него камерен квинтет в състав: И. Цибулка (виолончело), Ханс Кох (цигулка), Ото Даубе (пиано), Боян Константинов (цигулка) и Йозеф Силаба (виола). Освен песни и арии, Цибулка изпълнява и оратории като „Победната песен на Мириам“ от Шуберт, „Месия“ от Хендел и други.
Между 1930 и 1932 година прави втора специализация по пеене във Виена. През 1937 година участва във Вагнеровите тържества в Детмолд (Германия) с арии и песни от немски автори. Дава и самостоятелни радиоконцерти: в Бреслау (1937), в Париж и Мюнхен (1939). През 1952 година получава почетното звание „Заслужила артистка“. Последния си концерт, посветен на песенното творчество на Брамс, изнася през 1953 година. През 1960 година преподава за кратко в Китай.
Сред учениците на Цибулка в Музикалната академията се открояват имената на големи български оперни певци като Тодор Мазаров, Любомир Вишегонов, Бойка Константинова, Катя Попова, Надя Тодорова, Райна Йорданова, Иван Попов, Тинка Сколуфанова, Нуни Нанев, Евгени Леков, Радка Йосифова и други.
Проф. Мара Цибулка умира на 24 май 1977 година в София.